# Cosey Fanni Tutti
Cosey Fanni Tutti (nacida como Christine Carol Newby, 4 de noviembre de 1951) es una artista de performance, música y escritora inglesa, conocida por su tiempo en los grupos de vanguardia Throbbing Gristle y Chris & Cosey.
Su nombre surgió en 1973, antes de lo cual actuó bajo el nombre de Cosmosis. Según el biógrafo de Throbbing Gristle, Simon Ford, el artista Robin Klassnick le sugirió "Cosey Fanni Tutti", y proviene de la ópera «Così fan tutte», que significa literalmente "Así lo hacen todos".

## Comienzos artísticos
Tutti fue una intérprete con COUM Transmissions, de la cual fue miembro fundadora en 1969. Su incorporación cambió la naturaleza del grupo, que, cuando se unió, todavía era principalmente una aventura musical. A partir de ese momento, las representaciones de COUM se convirtieron en eventos o, en la jerga de la década de 1960, en acontecimientos, que incluyeron accesorios, disfraces, danza, improvisación y teatro callejero. Como artista de instalaciones, fue seleccionada en 1975 para representar a Gran Bretaña en la IX Bienal de París.

## Obras de arte visual y performances
Tutti trabajó durante dos años en el proyecto 'Prostitution' como parte de COUM Transmissions en el que creó una exposición reveladora sobre la industria del porno y el sexo. Para este proyecto, trabajó como modelo para revistas y películas de sexo. Fue exhibido en el Instituto de Arte Contemporáneo de Londres en 1976. Se impusieron restricciones de censura en la exposición, por lo que solo se podía ver una imagen a la vez. El proyecto también incluyó una actuación y eventos de discusión en los que las mujeres que trabajan en la industria del sexo y el público podían entrar en un diálogo sobre temas relacionados con esta industria y la prostitución. Tutti también utilizó sus propios tampones usados y pañales usados del trabajo de Mary Kelly. Esto "despertó reacciones histéricas de los medios británicos y el establecimiento de arte, incapaz de abordar las implicaciones políticas del trabajo".

## Pornografía
Tutti tuvo una larga carrera como estríper y en el campo de las películas y revistas pornográficas, debido al deseo de incorporar su propia imagen en los collages que produjo en este período. Esta voluntad deliberada y consciente de participar en el proceso de producción de imágenes comerciales ha inspirado a varios artistas visuales y de performance. Algunos de sus trabajos de performance también se han basado en su experiencia como artista adulta.

## Carrera musical

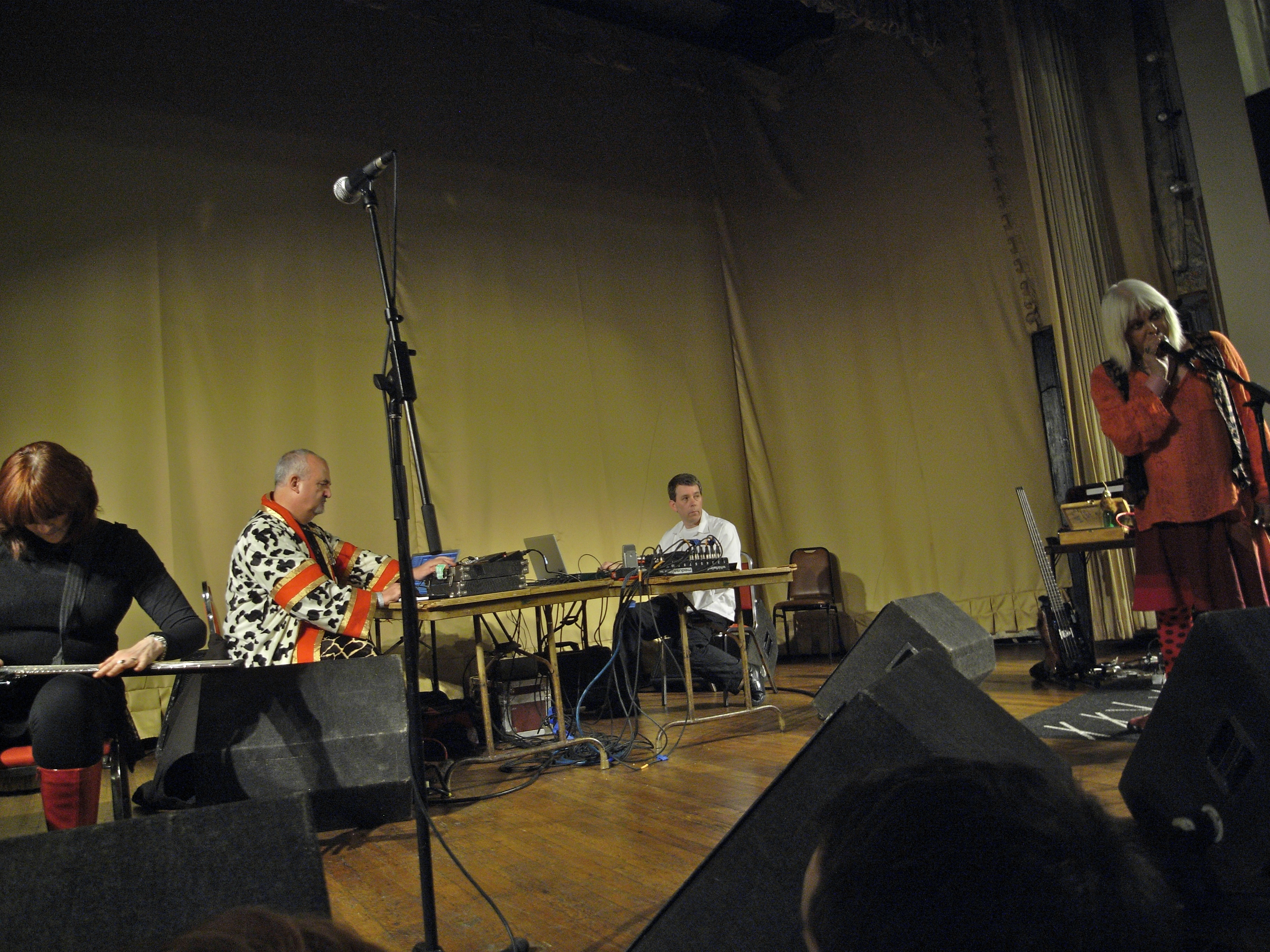
Throbbing Gristle en vivo, 2009. De izquierda a derecha: Cosey Fanni Tutti, Peter Christopherson, Chris Carter y Genesis P-Orridge.

La música se usó en algunas de las representaciones artísticas de Tutti. El uso de la música llevó al interés de Tutti en el concepto de música "aceptable" y continuó explorando el uso del sonido como un medio de placer o dolor físico. En 1976 cofundó el grupo Throbbing Gristle con Chris Carter, Peter Christopherson y Genesis P-Orridge. El grupo se disolvió en 1981.
Tras la disolución de Throbbing Gristle, Genesis P-Orridge y Peter Christopherson pasaron a formar Psychic TV, mientras que Tutti y Chris Carter continuaron grabando juntos bajo el nombre de Chris & Cosey. En honor a los albores del siglo XXI, Chris y Cosey cambiaron su nombre artístico a Carter Tutti. En 2004, después de veintitrés años de diferencia, los cuatro miembros originales de Throbbing Gristle se reunieron y emitieron una nueva grabación, TG Now. La banda continuó colaborando esporádicamente, y comenzaron a realizar shows en vivo juntos por primera vez en más de dos décadas. En abril de 2009, Throbbing Gristle recorrió los Estados Unidos, apareciendo en el Coachella Valley Music and Arts Festival, y presentando espectáculos en Los Ángeles, Nueva York, San Francisco y Chicago.
En octubre de 2010, Throbbing Gristle comenzó una gira europea; sin embargo, después de la primera fecha de la gira de la banda en el recinto del London Village Underground, Londres, el 23 de octubre, el sitio web de Throbbing Gristle anunció que Genesis P-Orridge ya no estaba dispuesta a actuar con la banda, y volvería a su casa en Nueva York. Chris, Cosey y Peter terminaron la gira sin P-Orridge, bajo el nombre de X-TG. Tras esto, la banda se separó oficialmente.

## Vida posterior
Tutti continúa lanzando grabaciones en solitario, incluida una box set retrospectiva con muchas fotos y texto, llamada Time To Tell, y continúa trabajando como artista de performance en la tradición Dada. Ella coeditó (con Richard Birkett) y publicó (Koenig Books, 2012), Maria Fusco's Cosey Complex, es la primera publicación importante en discutir y teorizar sobre Tutti como metodología en sus performances. En abril de 2017 publicó su autobiografía Art Sex Music.

## Discografía

### Throbbing Gristle

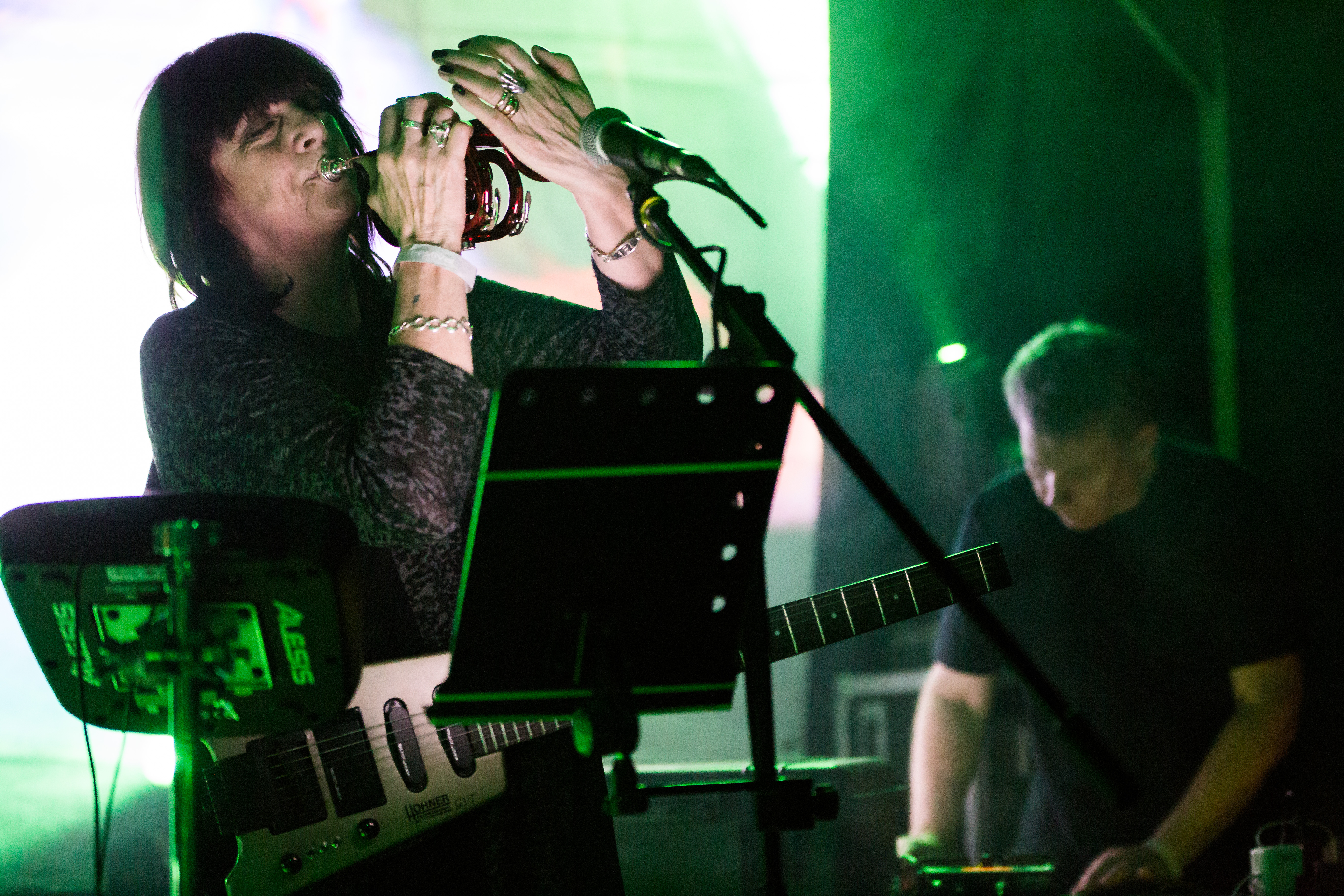
Cosey Fanni Tutti y Chris Carter tocando en vivo, 2014.

- First Annual Report (CD) 2001 (Álbum de estudio; grabado en 1975, retenido intencionalmente por la banda desde entonces)
- Second Annual Report (LP) 1977
- "United" c/w "Zyklon B Zombie" (Single)
- DOA: The Third and Final Report (LP) 1978
- Funeral in Berlin
- 20 Jazz Funk Greats (LP) 1979
- Heathen Earth (LP) 1980
- In the Shadow of the Sun (Banda sonora a la película homónima de Derek Jarman)
- Journey Through a Body 1981
- Thee Psychick Sacrifice
- Grief (unofficial release)
- Mission of Dead Souls (último lanzamiento) 1982
- Entertainment Through Pain (recopilación retrospectiva)
- Assume Power Focus
- "Discipline" (Single)
- Greatest Hits 1990
- TG24 (24 CD boxset) 2003
- TG+ (10 CD boxset) 2004
- Mutant TG (CD/LP) 2004 (remix LP)
- TG Now (CD/LP) 2004
- A Taste of TG (CD) 2004
- Live December 2004, A Souvenir of Camber Sands (CDR) 2004
- Part Two (CD/LP?) 2006
- Gristleism (CD) 2009

### Chris & Cosey
- Heartbeat (1981), Rough Trade
- Trance (1982), Rough Trade
- Songs of Love & Lust (1984), Rough Trade
- Technø Primitiv (1985), Rough Trade
- Allotropy (1987), Staalplaat
- Sweet Surprise (1987), Dragon
- Exotika (1987), Play It Again Sam
- Trust (1989), Play It Again Sam
- Pagan Tango (1991), Play It Again Sam/WaxTrax!
- Musik Fantastique (1992), Play It Again Sam
- Twist (1995), T&B Vinyl
- Skimble Skamble (1997), World Serpent
- Cabal (2004), CTI - Carter Tutti
- Feral Vapours of the Silver Ether (2007), CTI - as Carter Tutti
- Transverse (2012), Mute - as Carter Tutti Void
- f(x) (2015), Industrial Records - as Carter Tutti Void
- Triumvirate (2019), Industrial Records - as Carter Tutti Void

### Solista
- Time To Tell (1983 Flowmotion)
- Nicki (1983 AQM) [con John Duncan y Chris Carter]
- Electronic Ambient Remixes 4: Selflessness (2004 Conspiracy International)
- Mist While Sleeping (2010 Dirter Promotions) [con Philippe Petit]
- Carter Tutti Void Transverse (2012 Mute)
- Tutti (2019 Conspiracy International)